# Гаррі Айкінс-Айїтей
Гаррі Леслі Айкінс-Айїтей (англ. Harry Leslie Aikines-Aryeetey; нар. 29 серпня 1988) — британський легкоатлет, який спеціалізується в бігу на короткі дистанції.

## Спортивні досягнення
Фіналіст (5-е місце) олімпійських змагань з естафетного бігу 4×100 метрів (2016).
Срібний призер чемпіонату світу в естафетному бігу 4×100 метрів (2009).
Дворазовий бронзовий призер Світових естафет в естафетному бігу 4×100 метрів (2014, 2019).
Срібний призер Континентального кубку в естафетному бігу 4×100 метрів (2014).
Дворазовий чемпіон (2018, 2022) та срібний призер (2014) Ігор Співдружності в естафетному бігу 4×100 метрів.
Чемпіон Європи серед молоді у бігу на 100 метрів (2009).
Чемпіон світу серед юніорів у бігу на 100 метрів та бронзовий призер чемпіонату світу серед юніорів у естафетному бігу 4×100 метрів (2006).
Дворазовий чемпіон світу серед юнаків у бігу на 100 та 200 метрів (2005).
Чемпіон Великої Британії у бігу на 100 метрів (2020).